# Lê Chiêu Thống
Lê Chiêu Thống (chữ Hán: 黎昭統 1765 – 1793) hay Lê Mẫn Đế (chữ Hán: 黎愍帝), tên thật là Lê Duy Khiêm (黎維), khi lên ngôi lại đổi tên là Lê Duy Kỳ (黎維祁), là vị hoàng đế thứ 16 và là hoàng đế cuối cùng của Hoàng triều Lê nước Đại Việt, giữ ngôi từ cuối tháng 7 âm lịch năm 1786 tới đầu tháng 1 âm lịch  năm 1789.
Lê Duy Kỳ là cháu đích tôn của vua Lê Hiển Tông, ông lên ngôi trong bối cảnh quân Tây Sơn từ phương Nam tràn chiếm Bắc Hà, lật đổ chúa Trịnh. Triều đại của ông chứng kiến sự thay đổi lớn từ việc kết thúc các đời chúa Trịnh, đến sự phát triển của nhà Tây Sơn, và việc cầu viện nhà Thanh đem quân sang đánh Quang Trung với hy vọng trở lại ngai vàng.

## Trước khi kế vị

### Mắc nạn cùng cha
Cha của Duy Khiêm là Hoàng thái tử Lê Duy Vỹ, con của vua Lê Hiển Tông (ở ngôi 1740–1786), mẹ là Mẫn Thái hậu. Trước khi Trịnh Doanh chết, Thế tử Trịnh Sâm có hiềm khích sâu nặng với Duy Vĩ. Sau khi lên nối ngôi chúa, tháng 12 năm Tân Sửu (1771), Sâm bày mưu hãm hại và giết Duy Vĩ trong ngục. Lê Duy Khiêm cùng hai em là Lê Duy Trù và Lê Duy Chi đều bị bắt đem giam cầm ở ngục Đề Lãnh. Năm đó, Duy Khiêm mới 6 tuổi. Chú của Duy Khiêm (em Duy Vĩ) là Duy Cận được lập làm Thái tử do sự can thiệp của Trịnh Thái phi (mẹ Trịnh Sâm).
Tháng 10 năm Nhâm Dần (1782), sau khi Trịnh Sâm mất, binh lính tam phủ làm loạn, truất thế tử Trịnh Cán, lập thế tử Trịnh Khải (Trịnh Tông), tức là loạn kiêu binh. Quân lính cũng mở ngục rước ba con của Duy Vĩ về cung. Năm đó Duy Khiêm 17 tuổi, ở trong ngục tổng cộng 11 năm.

### Được lập kế vị
Duy Khiêm trở về cung, ngôi thái tử của Duy Cận bị đe dọa. Trịnh Thái phi vốn ủng hộ Duy Cận sợ Duy Cận mất ngôi thái tử, bèn sai hoạn quan là Liêm Tăng  đến bắt ép Duy Khiêm sang chầu, để toan bí mật giết đi. Duy Khiêm từ chối không được, khóc mà ra đi.
Khi đi đường, quân tuần sát ngăn lại. Vì thế các quân lính la hét ầm ĩ, yêu cầu tra cứu người lập mưu làm hại Thái tôn. Quân lính lùng tìm Liêm Tăng không được, ngờ là Duy Cận chủ mưu. Lúc ấy, Duy Cận đang chầu Trịnh Thái phi, nghi trượng để ngoài cửa phủ đường, quân sĩ đều đập phá tan nát. Duy Cận sợ, phải thay đổi quần áo đi lẻn về cung. Duy Khiêm thoát nạn.
Trịnh Khải biết việc này là do thái phi gây ra, bèn dụ quân sĩ thôi làm huyên náo, rồi hạ lệnh cho bầy tôi trong triều xin nhà vua Hiển Tông lập Duy Khiêm làm Hoàng thái tôn,(皇太孫) lại bắt Duy Cận làm tờ biểu nhường ngôi thái tử.
Tháng giêng năm 1783, Duy Khiêm với cương vị là cháu trưởng, được ông nội lập làm Hoàng thái tôn, còn chú Duy Cận bị truất làm Sùng Nhượng công. Lúc ấy Duy Khiêm 18 tuổi.

## Được Nguyễn Huệ đưa lên ngôi
Tháng 7 âm lịch năm Bính Ngọ (1786), Nguyễn Huệ với chiêu bài phù Lê diệt Trịnh đã mang quân ra Bắc Hà đánh đổ Trịnh Khải. Quyền binh khi đó ở cả trong tay Nguyễn Huệ. Vua Hiển Tông phong cho Nguyễn Huệ là Nguyên soái Phù chính Dực vận Uy quốc công, sau đó gả con gái thứ 21 là công chúa Lê Ngọc Hân cho Nguyễn Huệ. Khi đó Bắc Hà rối loạn, lòng người tản mát, vua Lê yếu hèn nhu nhược, chúa Trịnh thì đã bị đánh đổ, tạo ra khoảng trống quyền lực. Tuy nhiên, Nguyễn Huệ ra Bắc Hà lần này là lần đầu, giới sĩ phu Bắc Hà, do tư tưởng chính thống nên còn rất nghi kỵ và nhìn chung có thái độ chống đối với quân Tây Sơn. Phía nam quân Nguyễn Ánh vẫn còn quấy rối, không có Nguyễn Huệ thì không ai đảm đương được. Nguyễn Huệ thấy chưa thể củng cố được vững chắc quyền lực của mình ở Bắc Hà, nên đã quyết định không xưng đế mà để nhà Lê tiếp tục giữ ngôi vua. Quyền phế lập ở cả trong tay Nguyễn Huệ là điều cả ông lẫn nhà Lê đều ý thức được. Vua Hiển Tông trước khi chết dặn lại Duy Khiêm (Chiêu Thống):
"Ta chỉ sớm tối sẽ trút bỏ gánh nặng, bây giờ lo lắng việc nước là ở mình cháu, cháu phải nghĩ lấy. Binh lính xứ khác (tức xứ Đàng Trong) còn đóng ở đây, về việc truyền nối ngôi vua là việc trọng đại, cần phải thượng lượng bàn bạc với nguyên soái (tức Nguyễn Huệ), chớ nên làm tắt".
Về việc chọn người nối ngôi, Nguyễn Huệ đầu tiên tham khảo ý kiến vợ là công chúa Ngọc Hân. Công chúa Lê Ngọc Hân khen Duy Cận là người hiền, nhưng sau đó do ý kiến từ các hoàng tộc nhà Lê, Ngọc Hân xin lại với Nguyễn Huệ lập Duy Khiêm. Nguyễn Huệ đồng ý, đưa Duy Khiêm lên ngôi vua. Vua mới đổi tên là Duy Kỳ, đặt niên hiệu là Chiêu Thống. Năm đó Chiêu Thống 21 tuổi.

## Nỗ lực củng cố hoàng quyền
Tháng 8 năm Bính Ngọ (1786), Nguyễn Nhạc ra Thăng Long rồi bất ngờ cùng Nguyễn Huệ bỏ vào Nam mà không hề báo cho Chiêu Thống. Chiêu Thống không đủ uy tín và tài năng để khôi phục lại vương quyền, dẫn đến cảnh "hào mục các nơi chiếm giữ châu quận, chiêu tập binh mã, đều mượn danh nghĩa "bảo vệ"; những hạng vô lại đánh giết lẫn nhau, trong nước thành ra rối loạn". Thêm vào đó, dư đảng của họ Trịnh là Trịnh Bồng lại nổi lên, được vua triệu về triều, dần dần lấn át quyền hành của vua. Chiêu Thống cũng hiểu được đây là cơ hội khôi phục lại hoàng quyền chính thống của nhà Lê. Tháng Chín năm Bính Ngọ Chiêu Thống năm thứ nhất (1786), trước yêu cầu phong vương của Trịnh Bồng, vua cự tuyệt và nói:
| “ | Trước kia cơ nghiệp nhà ta giữa chừng đổ nát, chính quyền do trong tay họ Trịnh, việc tế tự thì về quả nhân. Đấy là một thời kỳ. Nhưng nay lòng trời oán ghét họa loạn, phó thác quyền bính cho một mình ta. Một nước hai vua, có lẽ nào cứ giữ làm thể lệ được? | ” |

Tuy nhiên, trước áp lực từ triều thần cùng lực lượng quân đội ủng hộ Trịnh Bồng do Đinh Tích Nhưỡng chỉ huy kéo từ Hải Dương về Thăng Long, Chiêu Thống buộc phải nhượng bộ và phong cho Bồng là Nguyên soái, Tổng quốc chính, Yến Đô vương. Tuy nhiên, bản thân Trịnh Bồng cũng không nắm được thực quyền, việc quyết đoán nằm cả ở trong tay người thực sự nắm giữ quân đội là Đinh Tích Nhưỡng. Tích Nhưỡng vốn là tướng võ biền, dẫn đến việc cai trị càng rối loạn hơn: "Ngay giữa ban ngày, thủ hạ ra sức cướp bóc dân cư gần kinh thành, không có hiệu lệnh ngăn cấm. Mọi người đều cho là không còn hy vọng gì cả". Trong khi đó, Chiêu Thống một mặt tự đề phòng cho bản thân, một mặt bí mật xuống chiếu cần vương, cử người vào Nghệ An thăm dò ý định của trấn thủ Nghệ An là Nguyễn Hữu Chỉnh.
Tình trạng "bằng mặt mà không bằng lòng" giữa Chiêu Thống và Trịnh Bồng thể hiện qua sự kiện bổ nhiệm và đặt tên gọi quan lại sau đó. Chiêu Thống tìm cách nắm lấy binh quyền, nhưng Đinh Tích Nhưỡng, câu kết với Hoàng Phùng Cơ, mượn tiếng đem quân từ Sơn Tây về bảo vệ kinh thành, gây áp lực buộc nhà vua phải trở lại hệ thống cai trị cũ trước kia với quyền hành thực sự nằm cả trong tay chúa Trịnh.
Khâm định Việt sử Thông giám cương mục nhận xét:
| “ | Từ đấy, chính quyền trong nước lại về tay họ Trịnh, nhà vua rất tức giận, mọi việc đều giằng co hạn chế, trong triều rối beng, không biết thế nào là chuẩn định. | ” |

Mâu thuẫn giữa cung vua và phủ chúa lên đến đỉnh điểm và bùng phát thành bạo lực vào tháng 11 năm Bính Ngọ (1786), sau sự kiện Dương Trọng Khiêm. Khiêm là một trong những người ủng hộ mạnh mẽ việc khôi phục quyền hành của chúa Trịnh và được Trịnh Bồng đền đáp bằng chức coi giữ bộ Hộ, trông coi về tài chính, thuế khóa. Tuy nhiên, do lo sợ nhà vua khôi phục lại quyền lực, Khiêm xui Trịnh Bồng làm việc phế lập. Bồng nghe theo, sai Nguyễn Mậu Nễ và Bùi Nhuận đang đêm đem quân vào cung khuyết. Hoàng Phùng Cơ nghe tin, sợ bị mang tiếng xấu cùng phe với quân tạo phản, đem quân chặn Mậu Nễ. Mậu Nễ không dám đánh, buộc phải lui quân.
Sau sự kiện đó, Chiêu Thống chính thức có chiếu thư cho Nguyễn Hữu Chỉnh kêu gọi đem quân cần vương. Chỉnh vốn là tay gian hùng, bỏ nhà Lê theo Tây Sơn, rồi lại dẫn Tây Sơn ra Bắc Hà, nhưng cũng không được Tây Sơn tin tưởng. Khi Nguyễn Nhạc và Nguyễn Huệ rời Thăng Long vào nam đã không cho Chỉnh biết. Chỉnh phải chạy theo về, rồi được bổ làm trấn thủ Nghệ An, cũng là việc bất đắc dĩ. Đến đây, Chỉnh tiếp được mật chỉ, thấy là cơ hội không thể bỏ qua, lập tức truyền đi các nơi, lấy danh nghĩa nhà Lê mộ quân, trong "khoảng mười ngày, mộ hơn được một vạn lính". Chỉnh đem quân tiến ra Bắc, nhanh chóng đập tan mọi kháng cự của Trịnh Bồng và Đinh Tích Nhưỡng, được Chiêu Thống đích thân ra khỏi thành đón tiếp.

## Nguyễn Hữu Chỉnh nắm quyền
Tháng 12 năm Bính Ngọ, Chiêu Thống thứ nhất (1786), sau khi Nguyễn Hữu Chỉnh đánh tan quân họ Trịnh, vào Thăng Long, Chiêu Thống bèn bổ dụng Chỉnh là Đại Tư đồ, phong tước Bằng Trung công. Chiêu Thống từ đấy dựa cả vào Hữu Chỉnh. Chỉnh nắm binh quyền, dần dần ép Chiêu Thống cả trong việc bổ nhiệm quan chức, sắp đặt chính sự. Cương mục chép: 
| “ | Từ đây, uy quyền quá lừng lẫy, Chỉnh kéo bà con bè đảng, cắt đặt chia giữ các chức ở trong kinh đô và ngoài các trấn, việc gì cũng tự Chỉnh chuyên quyền quyết định cả. Chỉnh lại mở phủ cho con là Hữu Du ở tại phía đông dinh mình, bắt chước như lối chúa Trịnh xưa cho thế tử ra ở phủ riêng. Chỉnh kiêu ngạo lấn lướt, làm cho nhà vua dần dần phát chán. | ” |

Chiêu Thống lại tìm cách giết Chỉnh, nhưng Vũ Trinh can ngăn, mới thôi. Chỉnh phong thanh biết chuyện, từ đó bỏ luôn cả lễ triều yết. Tuy nhiên, Chỉnh vẫn giữ danh nghĩa tôn phù vua Lê. Sau đó, cùng bộ hạ là Hoàng Viết Tuyển, Chỉnh lần lượt diệt các thế lực chống đối nhà Lê ở Bắc Hà như Dương Trọng Khiêm, Hoàng Phùng Cơ, Trịnh Bồng và Đinh Tích Nhưỡng.
Tháng 11 năm Đinh Mùi Chiêu Thống thứ hai (1787), quân Tây Sơn do Vũ Văn Nhậm chỉ huy tấn công Bắc Hà. Chiêu Thống sai Nguyễn Hữu Chỉnh đem quân chống cự, nhưng trong trận đánh lớn trên sông Thanh Quyết, bị Văn Nhậm đánh tan. Hữu Chỉnh và Hữu Du chỉ kịp đem vài trăm quân chạy về Thăng Long.
Tháng 12 năm đó, Văn Nhậm kéo quân tới Thăng Long, Chiêu Thống nghe lời Hữu Chỉnh, bỏ Thăng Long chạy đi Kinh Bắc. Lúc đi, thị vệ và các bầy tôi tản mát bỏ trốn hết. Vua lại phải cho người sang nhờ Hữu Chỉnh đi hộ giá. Khi vua đến Kinh Bắc, trấn thủ là Nguyễn Cảnh Thước, vốn đã bí mật đầu hàng Tây Sơn, đóng cửa thành cáo bệnh không đón. Vua cùng Hữu Chỉnh qua đò sông Nguyệt Đức, đi theo chỉ còn sáu, bảy người, lại bị bọn vô lại cướp mất áo bào. Tình cảnh hết sức thê thảm. Khi Chiêu Thống tới huyện Yên Dũng mới được tri huyện huyện ấy giúp đỡ, xin hộ giá, rồi dần dần khôi phục lại được lực lượng ở mạn Cao Bằng, Thái Nguyên.
Sau đó, Nguyễn Văn Hòa, bộ tướng của Văn Nhậm, đuổi kịp quân nhà Lê. Chiêu Thống thân chinh cầm quân ngự chiến, nhưng thua trận, Nguyễn Hữu Du chết tại trận, Nguyễn Hữu Chỉnh bị bắt giải về kinh, rồi bị Văn Nhậm xử tử, quân nhà vua tan vỡ, Dương Đình Tuấn hộ vệ vua chạy sang trại Sơn Lộc. Các bầy tôi khác đều tan tác hết.

## Cầu viện Mãn Thanh
Sau đó, Chiêu Thống lẩn quất chạy trốn quân Vũ Văn Nhậm ở mạn bắc sông Nguyệt Đức, khi thì ở huyện Gia Định, lúc lại đi Chí Linh, Thủy Đường, Vị Hoàng. Nhậm lại kiêu ngạo, tiếm quyền, có ý đồ phản Tây Sơn. Tháng Tư năm Mậu Thân (1788), Nguyễn Huệ lại ra bắc, vào thành Thăng Long, bắt giết Vũ Văn Nhậm, cho Ngô Văn Sở cai quản binh quyền, đặt Lê Duy Cận làm giám quốc coi việc thờ cúng tôn miếu nhà Lê. Chiêu Thống chạy ra Kinh Bắc lần thứ hai.
Trước kia, khi thái hậu là mẹ vua đến Cao Bằng, bị các thế lực cát cứ địa phương uy hiếp, bầy tôi nhà Lê là Đốc đồng Nguyễn Huy Túc, phiên thần Địch quận công Hoàng Ích Hiểu, tụng thần Lê Quýnh và Nguyễn Quốc Đống bảo vệ thái hậu và con trai Chiêu Thống qua cửa ải Thủy Khẩu chạy sang Long Châu nhà Thanh, gặp Tổng đốc Lưỡng Quảng Tôn Sĩ Nghị và Tuần phủ Quảng Tây Tôn Vĩnh Thanh cầu xin cứu viện.
Nhà Thanh bèn nhân dịp đấy định thôn tính luôn An Nam. Cương mục viết:
| “ | Thái hậu đưa nguyên tử (con trai Chiêu Thống) đến yết kiến ở trong sân, gào khóc xin cứu viện. Bọn Sĩ Nghị tâu với vua Thanh rằng tự hoàng nhà Lê đương phải bôn ba, đối với đại nghĩa, ta nên cứu viện. Vả lại, An Nam là đất cũ của Trung Quốc, sau khi khôi phục nhà Lê, ta nhân đó, đặt lính thú để đóng giữ. Thế là vừa làm cho nhà Lê được tồn tại, vừa chiếm lấy được An Nam, thật là làm một chuyến mà được hai lợi. | ” |

Vua Thanh thuận cho, Tôn Sĩ Nghị bèn điều động quân 4 tỉnh Quảng Đông, Quảng Tây, Vân Nam và Quý Châu kéo sang Đại Việt, sai Lê Quýnh, Nguyễn Quốc Đống về tâu lại với Chiêu Thống. Vua bấy giờ mới biết, bèn sai Tham tri chính sự Lê Duy Đản và Hàn lâm hiệu thảo Trần Danh Án đi đường tắt lên đón quân nhà Thanh.
Quân Thanh sang, quân Tây Sơn không đón đánh mà bỏ Thăng Long lui về giữ Tam Điệp. Tháng 10 năm Mậu Thân (1788), quân Thanh do Tôn Sĩ Nghị chỉ huy đưa Chiêu Thống về Thăng Long. Nhà Thanh phong cho Chiêu Thống làm An Nam quốc vương. Kể từ đây, Chiêu Thống tin tưởng hoàn toàn vào nhà Thanh. Dù trở lại ngôi vua, Chiêu Thống thực sự chỉ là bù nhìn của quân Thanh. Việc chủ yếu của vua lúc đó là luận công những người hộ giá và trị tội những người theo Tây Sơn. Ngoài ra, việc trong ngoài đều trong tay Sĩ Nghị.
Cương mục nhận xét:
| “ | Bấy giờ hào kiệt bốn phương đua nhau trổ sức để làm việc, nhưng nhà vua chủ yếu chỉ dựa vào người Thanh. Khi chia ban quan chức, nhà vua chỉ trao cho các bầy tôi đi theo hộ giá và theo hầu ở hành tại, còn cựu thần và hào kiệt đều không được bổ dùng. Các bầy tôi cũng không ai nói đến việc ra quân để phục thù. Trong kinh và ngoài các trấn thảy đều chán nản và rời rạc. Cái cơ thành hay bại chỉ một mực tùy theo người Thanh mà thôi. Thế là việc nước không thể xoay xở được nữa. | ” |

## Chết trên xứ người
Tháng Giêng năm Kỷ Dậu (1789), Quang Trung kéo quân ra Bắc Hà, chỉ một trận quét sạch 29 vạn quân Thanh, Chiêu Thống phải theo bại quân chạy về Trung Quốc. Chiêu Thống lại tiếp tục xin nhà Thanh cho quân cứu viện. Nhà Thanh, phần sợ Quang Trung, phần vua Càn Long đã già (78 tuổi) ngán ngẩm việc chinh chiến, chỉ hứa hão với Chiêu Thống mà không cho quân. Thân vương nhà Thanh là Phúc Khang An hứa giúp quân cho Chiêu Thống, nhưng lại tâu với vua Thanh Càn Long rằng Chiêu Thống không còn muốn trở về. Tháng Tư năm đó, theo lời tâu của Hòa Thân và Phúc Khang An, Càn Long phong Nguyễn Huệ là An Nam quốc vương và nhận tiếp sứ của nhà Tây Sơn.
Thế nhưng, Chiêu Thống vẫn chưa thôi mộng phục quốc. Cương mục chép:
| “ | Nhà vua căm giận vì bị người Thanh lừa gạt, bèn cùng các bầy tôi là bọn Phạm Như Tùng, Hoàng Ích Hiểu, Lê Hân, Nguyễn Quốc Đống, Nguyễn Viết Triệu, Lê Quý Thích, Nguyễn Đình Miên, Lê Văn Trương, Lê Tùng và Lê Thức mười người uống máu ăn thề, làm bài biểu định đưa lên vua Thanh để xin quân cứu viện, nếu không được thì xin được đất hai châu Tuyên Quang và Thái Nguyên để quay về giữ việc thờ cúng tổ tiên hay là cùng nhau lén về Gia Định, nương nhờ triều ta (triều Nguyễn) để dần dà toan tính việc khôi phục, chứ quyết không chịu sống thừa ở đất Bắc. | ” |

Tháng 5 năm Nhâm Tý, tức năm Càn Long thứ 57 (1792), con trai chết, Chiêu Thống thất vọng và chán nản, lâm bệnh rồi qua đời ngày 16 tháng 10 (âm lịch) năm 1793 tại Yên Kinh. Nhà Thanh chôn ông theo nghi thức tước công.
Năm 1802, sau khi Nguyễn Ánh lên ngôi Hoàng đế, mở đầu thời kỳ nhà Nguyễn, đã cho sứ giả sang thông hiếu và quy phục nhà Thanh. Nhân đó, các bầy tôi nhà Hậu Lê dâng biểu xin trở về nước. Năm 1804, vua Gia Khánh nhà Thanh cho phép đưa linh cữu vua Lê, Thái hậu và con trai Chiêu Thống về nước. Tháng 11 cùng năm, táng nhà vua ở lăng Bàn Thạch (nay là xã Xuân Quang, huyện Thọ Xuân, tỉnh Thanh Hóa).

## Gia quyến
Cha: Duy Vỹ tức Hựu Tông Mẫn hoàng đế
Mẹ: Thiếp Nguyễn Thị tức Mẫn Thái hậu
Phối ngẫu: Mẫn Hoàng quý phi Nguyễn Thị Kim
Con cái: vua sinh được 2 người con một trai, một gái, trưởng là Thuyên mất sớm ở Bắc quốc, nữ là Ngọc Nga ở lại Bắc quốc không có con.

## Phê phán
Lê Chiêu Thống bị giới làm sử đời sau phê phán gay gắt. Các tác giả Ngô gia văn phái trong tiểu thuyết Hoàng Lê nhất thống chí viết:
| “ | Tuy vua Lê đã được phong vương, nhưng giấy tờ đưa đi các nơi, đều dùng niên hiệu Càn Long. Vì có Nghị ở đấy nên không dám dùng niên hiệu Chiêu Thống. Ngày ngày sau buổi chầu, vua lại tới chờ ở doanh của Nghị để nghe truyền việc quân, việc nước. Vua cưỡi ngựa đi trước, Lê Quýnh cưỡi ngựa đi sau, quân lính hộ vệ chỉ vài chục người. Người trong kinh có kẻ không biết là vua. Hoặc có người biết, thì họ nói riêng với nhau rằng: "Nước Nam ta từ khi có đế, có vương tới nay, chưa thấy bao giờ có ông vua luồn cúi đê hèn như thế. Tiếng là làm vua, nhưng niên hiệu thì viết là Càn Long, việc gì cũng do viên tổng đốc, có khác gì phụ thuộc vào Trung Quốc?" | ” |

Tuy nhiên, nhà Nguyễn do Nguyễn Ánh thành lập sau đó, lại nhìn nhận khá rộng lượng với Chiêu Thống, bởi Nguyễn Ánh cũng từng cầu viện quân ngoại quốc (Xiêm La và Pháp) để chống Tây Sơn, và chính Nguyễn Ánh đã cho thuyền chở 50 vạn cân gạo ra bắc để trợ giúp quân Thanh chống Tây Sơn. Hoàng đế Tự Đức có lời phê về Chiêu Thống, đại ý nói: 
| “ | Nhà vua bị người ta lừa gạt, bị giám buộc ở quê người đất khách, đến nỗi lo buồn phẫn uất, ôm hận mà chết, thân dẫu chết, nhưng tâm không chết, kể cũng đáng thương! Vậy nên truy đặt tên thụy là Mẫn Đế. | ” |

## Trong văn hoá đại chúng
| Năm  | Tác Phẩm         | Diễn Viên |
| 2010 | Tây Sơn hào kiệt | Công Hậu  |